# Патрињоне (Асколи Пичено)
Патрињоне (итал. Patrignone) насеље је у Италији у округу Асколи Пичено, региону Марке.
Према процени из 2011. у насељу је живело 130 становника. Насеље се налази на надморској висини од 388 м.